# لوهمانسدورف
لوهمانسدورف (به آلمانی: Lühmannsdorf) یک شهر در آلمان است که در فرپومرن-گرایفسوالد واقع شده‌است. لوهمانسدورف ۶۶۹ نفر جمعیت دارد.